# 拓殖大学麗澤会体育局サッカー部
拓殖大学麗澤会体育局サッカー部（たくしょくだいがく れいたくかいたいいくきょく サッカーぶ）は東京都八王子市にある拓殖大学のサッカークラブである。

## 概要・歴史
1930年創部。第二次世界大戦時は一時解散に追い込まれ、1962年に同好会として再結成された。
1982年に総理大臣杯初出場を果たしたが、1984年に関東大学サッカーリーグから東京都大学サッカーリーグに降格すると、そこから長い低迷期に入った。
2004年、20年ぶりに関東大学サッカーリーグに復帰。2009年には悲願の1部初昇格を達成した。
2019年のアミノバイタルカップ（総理大臣杯関東予選）では7位に入賞し、初出場の1982年以来、37年ぶりに総理大臣杯の出場権を獲得した。本大会では2回戦で関西大学に敗れたが、ベスト16入りを果たした。

## 主な成績
- 東京都大学サッカーリーグ1部
  - 準優勝：1回（2004）
- 関東大学サッカーリーグ戦2部
  - 準優勝：2回（2009, 2020）

## 主な出身選手
- 中森大介（1996年度卒）
- 堺陽二（1999年度卒）
- 猿田浩得（2004年度卒）
- 吉岡航平（2007年度卒）
- 小野寺達也（2009年度卒）
- 小林悠（2009年度卒）
- 内田和志（2009年度卒）
- 杉本真（2009年度卒）
- 三村真（2010年度卒）
- 北原毅之（2012年度卒）
- 内野裕太（2013年度卒）
- 川瀬浩太（2014年度卒）
- 柴田隆太朗（2014年度卒）
- 佐川亮介（2015年度卒）
- 穂積諒（2016年度卒）
- 菅谷政博（2017年度卒）
- 三浦基瑛（2018年度卒）
- 池田廉（2019年度卒）
- 今井那生（2019年度卒）
- 奥村晃司（2020年度卒）
- 青木義孝（2020年度卒）
- 佐藤岬（2020年度卒）
- 長峰祐斗（2021年度卒）
- 黒木謙吾（2021年度卒）
- 山中麗央（2021年度卒）
- 鏑木瑞生（2022年度卒）
- 高麗稜太（2022年度卒）
- 山下諒時（2022年度卒）
- 岸本駿朔（2022年度卒）
- 小川開世（2022年度卒）
- 加藤悠馬（2023年度卒）
- 日野翔太（2023年度で退部、2024年度卒）
- 関根大輝（2023年度で退部、2024年度卒）
- 清川遥（在籍中）